# Lech Stawski
Lech Stawski (ur. 13 października 1945 w Poznaniu) – polski piosenkarz. Lider i wokalista zespołu KIS.

## Życiorys
Lech Stawski od wczesnego dzieciństwa wykazywał się dużym talentem muzycznym. Najpierw uczył się śpiewać, potem uczył się gry na rogu, gitarze oraz perkusji. Po ukończeniu zaocznie szkoły muzycznej w Łodzi dostał się na studia, jednak dostał powołanie do służby wojskowej, gdzie grał w orkiestrze wojskowej na rogu i był solistą w zespole estradowym.
Po odbyciu służby wojskowej zaczął współpracować z takimi wykonawcami jak: Mieczysław Fogg, Janusz Gniatkowski, Homo Homini, Koman Band, Pro Contra oraz występował z Krystyną Prońko i Gaygą. Następnie przez ponad pół roku koncertował z programem Złotaja Osień w dużych miastach ZSRR oraz przez rok grał i śpiewał w międzynarodowym zespole pływając na jednym z największych promów świata – Finlandii.
W 1989 roku wraz z pianistą jazzowym Andrzej Kmitą i basistą oraz klawiszowcem Andrzej Iskrą założył zespół KIS, którego nazwa pochodziła od pierwszych liter nazwisk jego założycieli i jako pierwsi muzycy w Polsce grali muzykę weselno-biesiadną, a także jako pierwsi nagrali światowe przeboje w języku polskim. W ciągu 6 lat swojego istnienia wydali 3 płyty i ponad 30 kaset. Po śmierci Andrzeja Iskry w 1991 roku, do zespołu dołączył Bogdan Jarząb - w takim składzie KIS wydał kasetę pt. Przeboje, którą członkowie zespołu zadedykowali Andrzejowi Iskrze.
W 1993 roku Lech Stawski rozpoczął karierę solową i od tego momentu zaczął występować jako KIS Lech Stawski. W 1995 roku nagrał swój największy przebój pt. „Biała mewa”, a płyta pod tym samym tytułem w zaledwie pół roku sprzedała się w ponad milionie egzemplarzy. Piosenka ta była wielokrotnie emitowana w programie Disco Relax, a ponadto została umieszczona na ścieżce dźwiękowej filmu Janusza Zaorskiego pt. Szczęśliwego Nowego Jorku (1997). Sam twórca piosenki na pewien czas zyskał przydomek „Biała Mewa”.
Następnie w 1997 roku Lech Stawski związał się z firmą fonograficzną STD. Jej nakładem w tym samym roku wydał płyty pt. Może jedno, może dwójka i Białe Boże Narodzenie. Teledyski do utworów z tych płyt zostały nagrane na Wyspach Kanaryjskich oraz w sopockiej Operze Leśnej. W 2001 roku, również pod szyldem STD, wydał kasetę pt. Bądź dziewczyną z moich marzeń, na której znalazło się 12 utworów, w tym m.in. „Konik na biegunach”, „Jak się masz kochanie”, „Anna” oraz cztery, do których nakręcono zbiorowy teledysk – „Bądź dziewczyną z moich marzeń”, „20 lat, a może mniej”, „Za zdrowie pań” i „Cała sala śpiewa z nami”.

## Dyskografia
| KIS Lech Stawski - Biała mewa (1995) – Złota płyta, Platynowa płyta - Pod księżycem (1996) - Biała mewo leć daleko (1996) - Może jedno, może dwójka (1997) - Najpiękniejsze kolędy polskie (1999) - Bądź dziewczyną z moich marzeń (2001) KIS - Hity – Kis ze zdartej płyty 1 (1990) - Hity – Kis ze zdartej płyty 2 (1991) - Przeboje (1992) - Złote Przeboje 4 (1993) - Akropolis Adieu (1993) - Kolędy Polskie (1993) - Na Zawsze (1994) - Magdalena (1994) - Najpiękniejsze kolędy (1994) - Złote przeboje piosenki biesiadnej (1995) - Czerwone Wino (1995) - Piękna Pani (1995) KIS Lech Stawski - Napisz proszę (1992) - Biała mewa (1995) - Jedna łza (1995) – Złota płyta - Pod księżycem (1996) - Biała mewo leć daleko (1996) - Może jedno, może dwójka (1997) - Gorące Sny... (Platynowe Przeboje) (1999) - Najpiękniejsze kolędy polskie (1999) - Bądź dziewczyną z moich marzeń (2001) | KIS Lech Stawski - Złote przeboje (1996) - Gorące Sny... (Platynowe Przeboje) (1999) - KIS Lech Stawski – Wielka kolekcja disco polo (2009) KIS - Kolędy Polskie (1993) - Najpiękniejsze kolędy (1994) KIS Lech Stawski - Białe Boże Narodzenie - Najpiękniejsze kolędy polskie (1999) |